# Péninsule de Nordkinn
La péninsule de Nordkinn (en norvégien : Nordkinnhalvøya ou Nordkynhalvøya, en same du Nord : Čorgašnjárga) est une péninsule du comté de Finnmark, dans le nord de la Norvège. Son extrémité est le point le plus au nord d'Europe continentale.

## Géographie

### Localisation

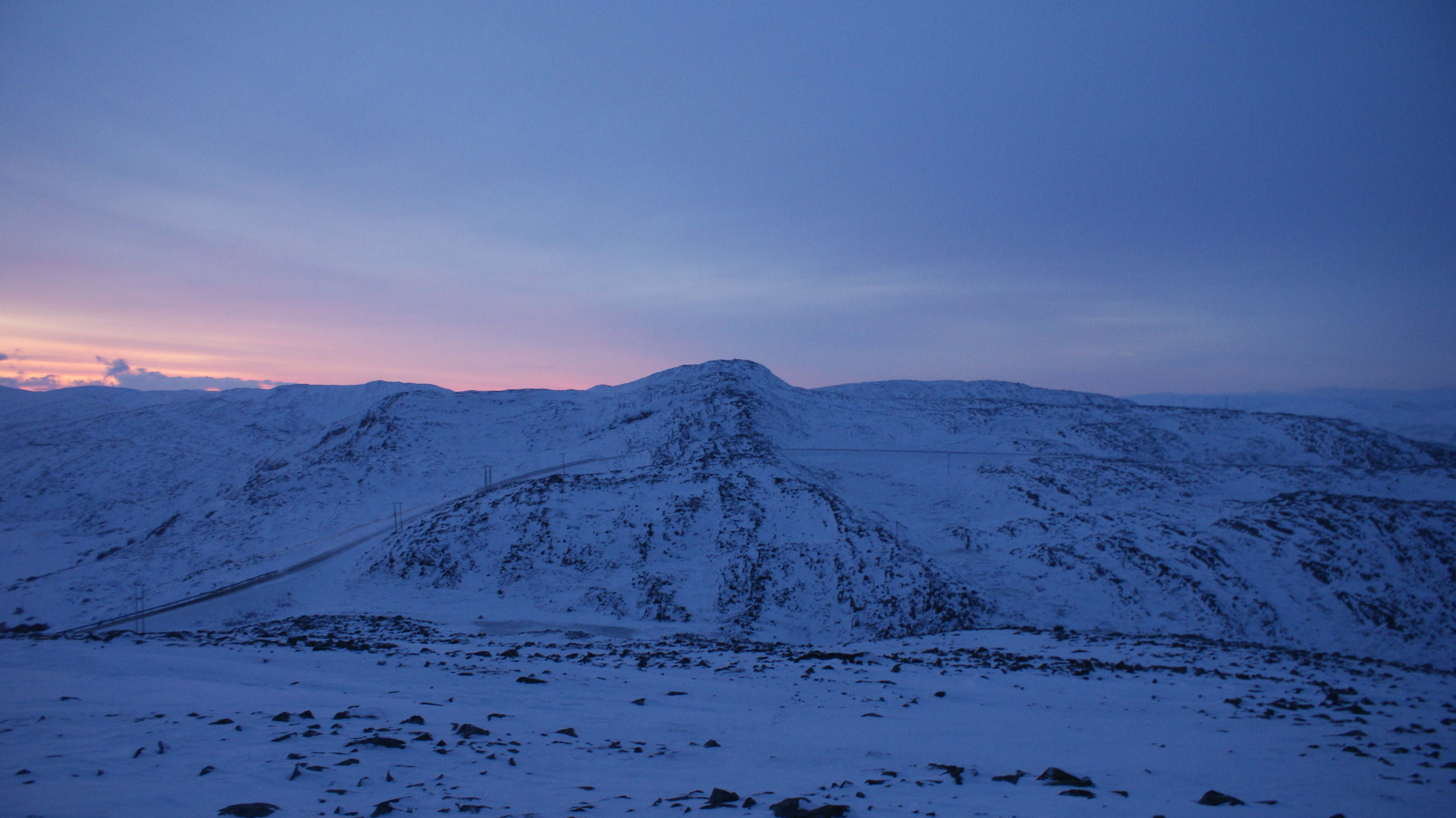
Paysage de la péninsule, la toundra recouverte de neige, à midi pendant la nuit polaire.

La péninsule de Nordkinn est située sur le nord du comté de Finnmark. Large d'environ 50 km et longue de 35 km, la péninsule n'est reliée au reste du continent européen que par un isthme d'1 km de large à son extrémité sud.
À l'est, la péninsule est bordée par le Tanafjord, qui la sépare de la péninsule de Varanger. À l'ouest, le Laksefjord la sépare de la péninsule de Sværholt, inhabitée ; vers le nord, les eaux du Laksefjord rejoignent celles du Porsangerfjord et la mer de Barents.

### Relief
Le point culminant de la péninsule est le Storvarden (486 m d'altitude) dans le massif du Sandfjellet. Son extrémité nord, le cap Nordkinn, est le point le plus au nord de la Norvège et de l'Europe continentales.

### Géographie humaine

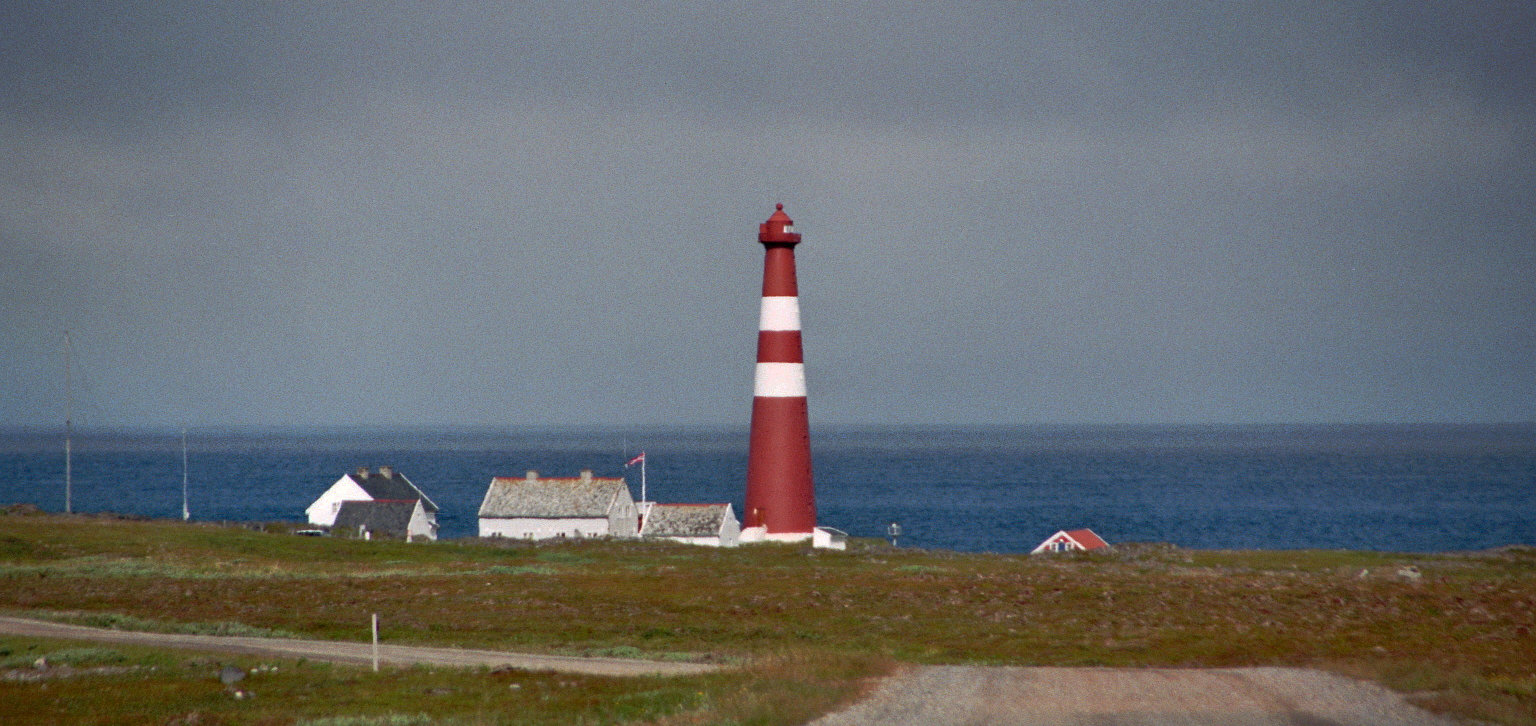
Le phare de Slettnes sur la péninsule de Nordkinn

Administrativement, la péninsule est partagée entre les communes de Lebesby, à l'ouest, et de Gamvik, à l'est. Les habitations sont concentrées sur la côte nord et à la base de la péninsule. Les principales villes sont Mehamn, Gamvik et Kjøllefjord. Le phare de Slettnes, près de Gamvik, est le phare de plus nordique d'Europe continentale.

## Transport
Gamvik et Mehamn sont reliées à la route européenne 6 par la route régionale 888, qui la rejoint à la base de la péninsule. Le service maritime Hurtigruten s'arrête à Mehamn et Kjøllefjord.
Mehamn est également connectée par l'aéroport de Mehamn, avec la compagnie Widerøe.